# Лупу, Матрёна Петровна
Матрёна Петровна Лупу (18.03.1910 — 1983) — звеньевая виноградарского совхоза «Трифешты» Кагульского района Молдавской ССР, Герой Социалистического Труда (23.07.1951).

## Биография
Родилась 18 марта 1910 года в селе Броска (ныне Измаильский район Одесской области). Член КПСС с 1954 года.
С 1949 года работала в совхозе «Трифешты», село Букурия Кагульского района Молдавской ССР. Возглавляла виноградарское звено. Применяя достижения науки и передового опыта, её звено получало урожайность свыше 70 центнеров с гектара.
Герой Социалистического Труда (23.07.1951).
Избиралась депутатом Верховного Совета Молдавской ССР 5-го созыва.
С 1965 года на пенсии.